# Karnaval (film 1981)
Karnaval (Карнавал) è un film del 1981 diretto da Tat'jana Lioznova.

## Trama
Il film racconta di una ragazza di provincia che sogna di diventare un'attrice. Va a Mosca, dove dovrà capire che non è tutto così semplice come sembra.